# Husgöl
Husgöl este o arie protejată (arie specială de conservare — SAC, sit de importanță comunitară — SCI) din Suedia întinsă pe o suprafață de 3,3 ha, integral pe uscat.

## Localizare
Centrul sitului Husgöl este situat la coordonatele 56°25′35″N 15°35′07″E / 56.4264°N 15.5853°E.

## Înființare
Situl Husgöl a fost declarat sit de importanță comunitară în decembrie 1998 pentru a proteja un număr necunoscut de specii din flora spontană și fauna sălbatică aflate în arealul zonei. Situl a fost protejat și ca arie specială de conservare în martie 2011.

## Biodiversitate
Situată în ecoregiunea boreală, aria protejată conține 1 habitat natural: Fânețe de joasă altitudine (Alopecurus pratensis, Sanguisorba officinalis).
La baza desemnării sitului se află un număr nedeclarat de specii protejate.